# Prikhodi na menja posmotret
Prikhodi na menja posmotret (russisk: Приходи на меня посмотреть) er en russisk spillefilm fra 2001 af Oleg Jankovskij og Mikhail Agranovitj.

## Medvirkende
- Jekaterina Vasiljeva som Sofja Ivanovna
- Irina Kuptjenko som Tatjana
- Oleg Jankovskij som Igor
- Natalja Sjjukina som Dina
- Ivan Jankovskij